# والتر إينغليز أندرسون
والتر إينغليز أندرسون (بالإنجليزية: Walter Inglis Anderson)‏ هو رسام أمريكي، ولد في 29 سبتمبر 1903 في نيو أورلينز في الولايات المتحدة، وتوفي بنفس المكان في 30 نوفمبر 1965.